# Папірус (компанія)
Група компаній «Папірус» — українська компанія, виробник, імпортер, експортер, гуртовий та роздрібний дистриб'ютор канцтоварів, товарів для офісу, ділових подарунків та аксесуарів, товарів для школи та творчості, рекламно-сувенірної продукції.

## Історія
Група компаній «Папірус» була заснована 1996 року.
Перший магазин відкрився 2001 року в м. Києві за адресою вул. Гарматна, 39А[джерело?].

## Напрямки діяльності

### Виробництво
Асортимент продукції[джерело?]:
- вироби з поліпропілену — приладдя для діловодства (файли, швидкозшивачі, папки, розділювачі, візитниці, планшети, папки-реєстратори тощо);
- товари для школи та творчості (обкладинки, папки для зошитів, килимки для творчості, закладинки, набори для творчості, лекала, сумки для взуття, портфелі, рюкзаки);
- вироби з паперу (ділові щоденники, записники та блокноти);
- приладдя для письма (ручки та маркери).

### Реалізація
Компанія здійснює реалізацію власних товарів і як гуртовий дистриб'ютор, і мережею власних роздрібних магазинів, а також за допомогою інтернет-магазину.
Група компаній «Папірус» також експортує продукцію у 24 країни світу[джерело?].

### Участь у виставках
2009 — REX-2009.
2010 — REX-2010.

## Виробничі потужності

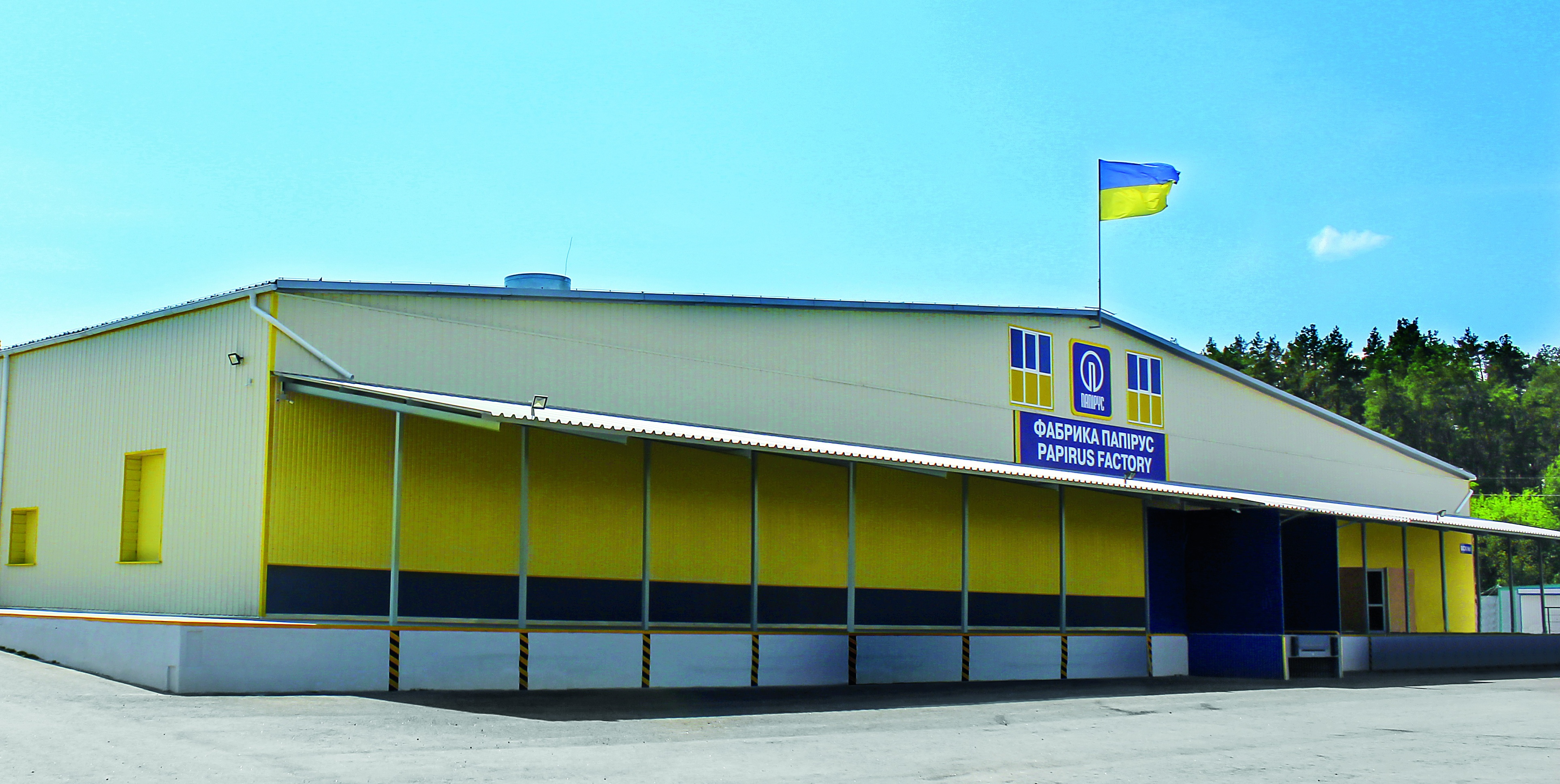
Фабрика Папірус, виробничий комплекс № 2 (смт Брусилів)

До складу компанії входять два офісно-виробничі та один логістично-складський комплекси:
1. офісно-виробничий комплекс № 1 (м. Вишневе)
  - площа — 6784 м кв.;
  - потужність — 1200 кВт;
2. виробничий комплекс № 2 (смт Брусилів) [4]
  - площа — 12500 м кв.;
  - потужність — 1600 кВт;
3. логістично-складський комплекс (с. Білогородка)[1]
  - площа — 8100 м кв.;
  - кількість палетомісць — 5800 шт.

## Торгові марки
Власні торгові марки: Optima Stationery, Format, Cool for School, Maxi.
Ексклюзивний[відсутнє в джерелі] представник торгових марок: Kores, Economix, Schneider, Stedman collection, Molotow, Graff, Scricss, Waldmann, Cabinet, Gianni Conti.

## Керівництво
- (2018) Соломенцев О. О.[5]